# شهر جیایوگوآن
شهر جیایوگوآن (به لاتین: Jiayuguan City) یک شهر مرکزی در جمهوری خلق چین است که در گانسو واقع شده‌است. شهر جیایوگوآن ۲٬۹۳۵ کیلومتر مربع مساحت و ۲۳۱٬۸۵۳ نفر جمعیت دارد.

## خواهرخوانده
شهر کرمنچوک خواهرخواندهٔ شهر جیایوگوآن هست.